# Kalibrering
Kalibrering er det at finde et måleinstruments fejlvisning i forhold til en standard. Da standarden har en fejlvisning der er kendt, kan man ved kalibrering indstille måleinstrumentet så dets fejlvisning bliver så lille som mulig.

## BIPM definition
Den formelle definition af kalibrering af International Bureau of Weights and Measures (BIPM) er følgende: "Operation, der under specificerede forhold i første trin etablerer en relation mellem kvantitetsværdierne med måleusikkerheder givet af målestandarder og tilsvarende indikationer med tilhørende måleusikkerheder (af det kalibrerede instrument eller sekundære standard) - og bruger i andet trin denne information til at etablere en relation til opnåelse af et måleresultat fra en indikation."